# Lager di Neue Bremm
Il lager di Neue Bremm era un campo della Gestapo situato nei pressi di Saarbrücken, vicino al confine francese. 
Fu definita una "prigione di polizia allargata" ed essendo gestito dalla Gestapo e non dalle SS, non si trattò formalmente di un campo di concentramento in senso stretto, anche se in entrambi i casi sottostavano alla direzione di Himmler. Anche se nell'uso comune prevalse a lungo l'uso di "campo di concentramento", le ricerche effettuate sulla tipologia dei campi nazisti (soprattutto da parte di Elisabeth Thalhofer) e il successivo lavoro della Initiative Neue Bremm consolidarono l'uso di "campo della Gestapo" nell'uso pubblico. 

## Storia

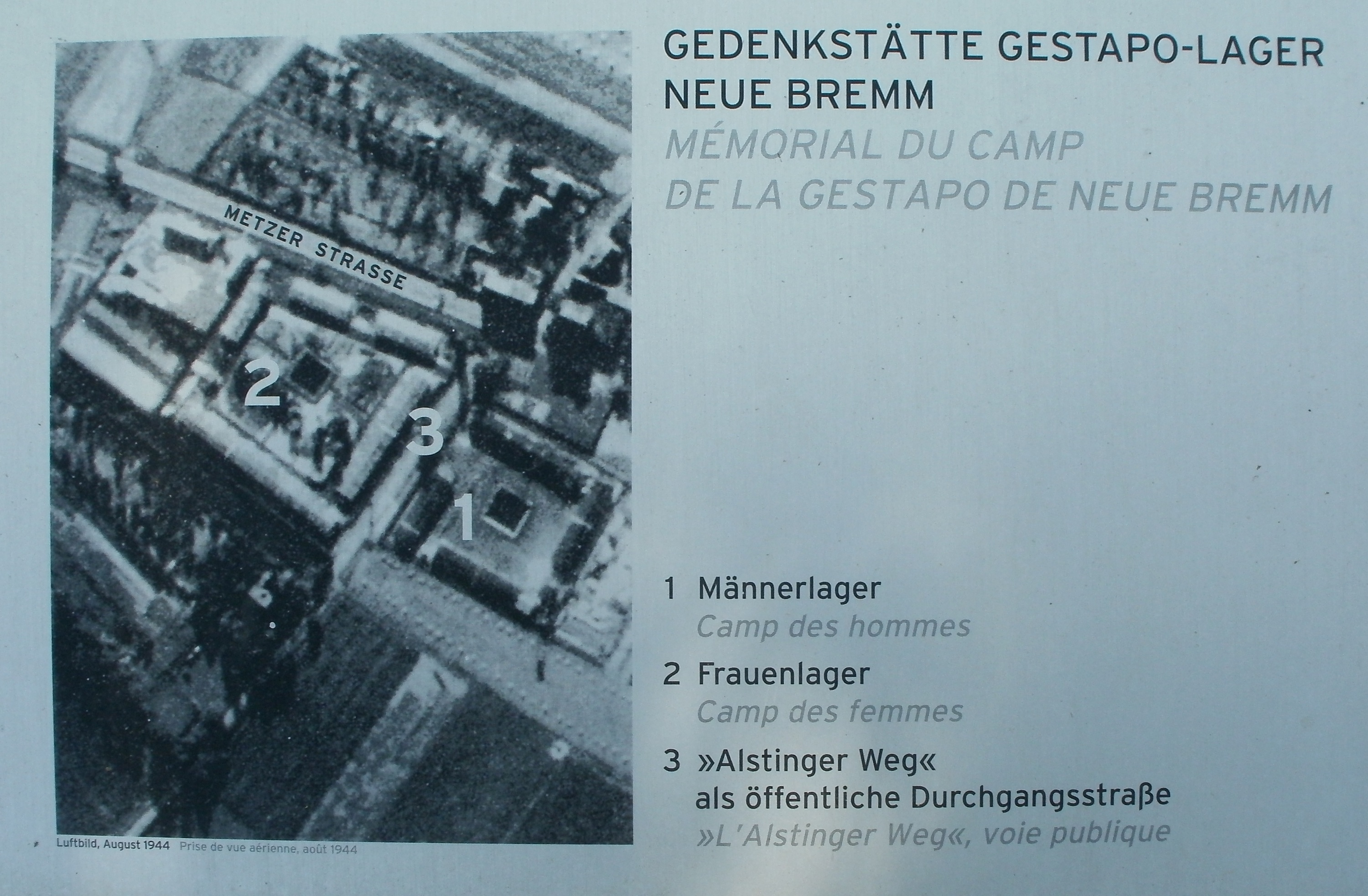
Neue Bremm (veduta aerea dell'agosto 1944, con mappa).

Nel periodo 1940-1943 il campo di Neue Bremm fu utilizzato come campo di lavoro e solo in seguito per i prigionieri di guerra, scelta legata anche all'outsourcing dei prigionieri di Lerchesflur a Saarbrücke. Il campo di baracche (uno maschile e uno femminile) era relativamente piccolo. Dal febbraio al novembre 1944 i nazisti la intesero come una "prigione di polizia allargata".
Il campo fu utilizzato anche come campo di transito verso i campi di concentramento di Natzweiler-Struthof, Dachau, Mauthausen, Buchenwald, Ravensbrück e altri. I detenuti (tra cui francesi, sovietici, polacchi e inglesi) furono torturati, maltrattati e in parte uccisi. La maggior parte dei prigionieri fu successivamente trasportata verso un altro campo di concentramento. Si stima che il numero di persone uccise sia di alcune centinaia, in confronto ai circa 20.000 detenuti presenti.
Nel 1946 fu processato il personale tedesco del campo e in gran parte condannato dal Tribunal Général du Gouvernement Militaire de la Zone d'Occupation Française di Rastatt per crimini di guerra, crimini contro l'umanità, furto, maltrattamento di prigionieri e omicidio colposo. Dei 36 imputati, 14 furono condannati a morte per fucilazione, tra cui il comandante del campo, l'SS-Untersturmführer Fritz Schmoll, il suo assistente Peter Weiss e il capo delle guardie Karl Schmieden. Tutte le condanne a morte furono eseguite.

## Commemorazione

### Il memoriale

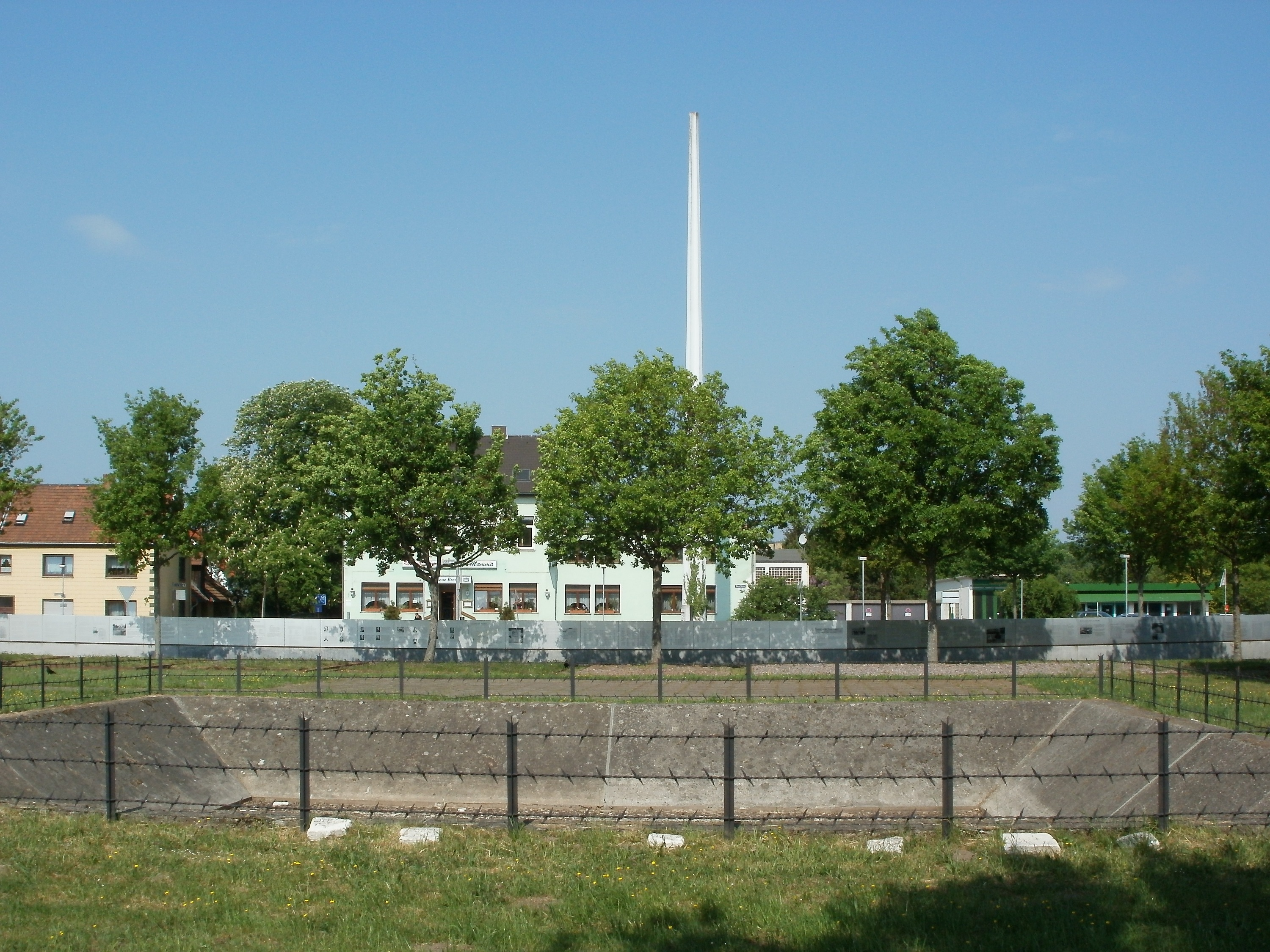
Monumento commemorativo.

Nel 1947 fu eretto un obelisco con una lapide commemorativa e nel 1984 fu girato un documentario. Un altro monumento è stato progettato e costruito nel 1998. Non sono stati conservati gli edifici originali ad eccezione del bacino idrico antincendio, le baracche maschili erano e sono rimaste scoperte e ogni anno vengono pulite dai volontari mentre sul sito del campo femminile sorge un hotel.
Il memoriale del campo è stato poi riprogettato con un concorso internazionale di architettura e arte sotto la direzione dello storico dell'architettura berlinese Michael S. Cullen con il progetto "Hotel della Memoria" (in tedesco: Hotel der Erinnerung) curato da Nils Ballhausen e Roland Poppensieker e aperto al pubblico l'8 maggio 2004 alla presenza dell'allora Primo Ministro Peter Müller e di oltre 40 sopravvissuti del campo. Simposi scientifici, conferenze, la creazione di una banca dati dei prigionieri e l'etichettatura delle baracche dei prigionieri hanno segnato le tappe del lavoro di commemorazione della Initiative Neue Bremm. Un altro passaggio fondamentale è stata la segnatura delle restanti baracche dei prigionieri presenti nell'area del sito commemorativo. Questa attività fu completata il 21 ottobre 2018 ed è stata resa possibile anche grazie ai finanziamenti del governo federale, dello Stato e della capitale del Land di Saarbrücken.
L'iscrizione francese della lapide del 1947 recita: 

### Muro del memoriale

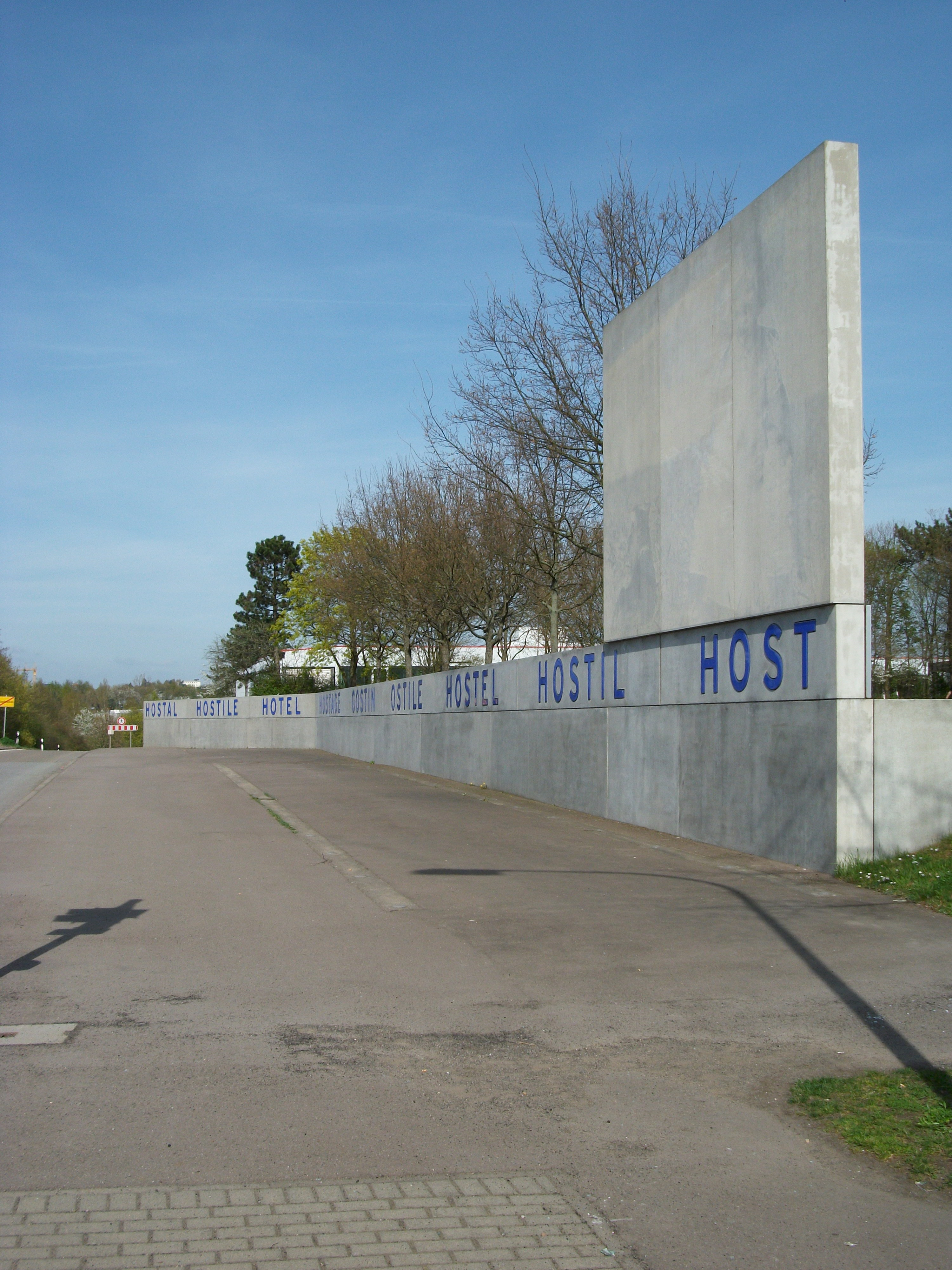
Muro del memoriale con iscrizione.

È stato realizzato un muro in calcestruzzo lungo circa 65 metri e alto da 2,50 a 3 metri, a seconda dell'altezza del terrapieno. Il lato rivolto verso l'area di stoccaggio funge da area informativa, il lato rivolto verso la strada presenta una fascia di iscrizioni illuminate di colore blu elettrico che rimandano alla storia movimentata del sito: 
Le parole stanno per: 
- HOSTAL = spagnolo: locanda, albergo;
- HOSTILE = francese, inglese: ostile;
- HOTEL = tedesco, inglese, francese;
- HOSTAGE = inglese: ostaggio;
- GOSTIN = gruppo di parole slave, ad esempio GOSTINICA, comunemente usato in russo per alberghi;
- OSTILE = italiano: ostile;
- HOSTEL = inglese: ostello;
- HOSTIL = spagnolo e portoghese: ostile;
- HOST = inglese: ospitante, ospite; ceco: ospite.

Sopra l'insegna luminosa, dal 2020 in stato di abbandono, si trova una foto di famiglia di grandi dimensioni scattata nel 1943, mostra una donna, un bambino e un cagnolino in un giorno d'estate con le baracche dei prigionieri del campo di Neue Bremm visibili sullo sfondo. Vita quotidiana e terrore erano strettamente intrecciati durante il Terzo Reich: la rottura con la civiltà non era limitata alla violenza nei vari campi e alle uccisioni di massa, ma avveniva sotto gli occhi di tutti.

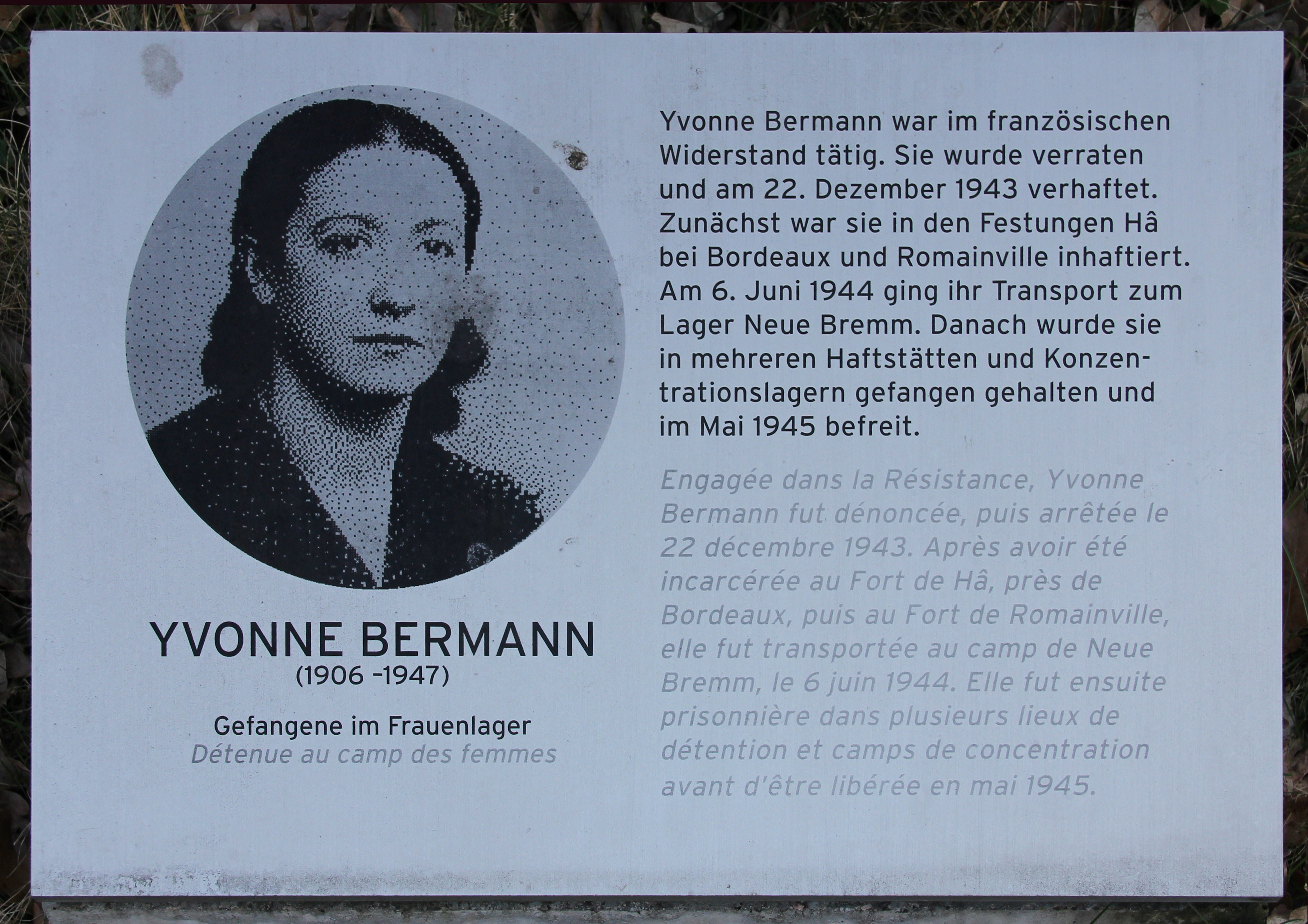
Yvonne Bermann

Con la realizzazione dell'hotel, anche il sito dell'ex campo femminile è stato riportato alla luce. Gli abeti rossi che prima ostruivano la visuale sono stati abbattuti e oggi la vista dal sito dell'ex campo femminile al campo maschile è libera. Nel foyer dell'hotel è stata posta una targa che fornisce alcune informazioni sulla storia del luogo nel periodo 1943-1944. Sulla facciata dell'hotel è stata aggiunta una targa di Yvonne Bermann che racconta il destino dell'ex prigioniera del campo femminile.

## Filmografia
- Judith Voelker, Les procès de Rastatt. Des criminels de guerre devant la justice française, Moving Story Productions/SWR/SR/Arte, 2020[6]